# Levon Guegamian
Levon Guegamian –en armenio, Լևոն Գէղամյան– (Ajurián, 25 de julio de 1977) es un deportista armenio que compitió en lucha grecorromana.
Ganó una medalla de plata en el Campeonato Europeo de Lucha de 2003, en la categoría de 84 kg. Participó en tres Juegos Olímpicos de Verano, ocupando el séptimo lugar en Atlanta 1996, 18.º en Sídney 2000 y el octavo en Atenas 2004.

## Palmarés internacional
| Campeonato Europeo | Campeonato Europeo             | Campeonato Europeo | Campeonato Europeo |
| Año                | Lugar                          | Medalla            | Categoría          |
| ------------------ | ------------------------------ | ------------------ | ------------------ |
| 2003               | Belgrado (Serbia y Montenegro) | Medalla de plata   | 84 kg              |